# Renan (Svizzera)
Renan (toponimo francese; in tedesco Rennen, desueto) è un comune svizzero di 923 abitanti del Canton Berna, nella regione del Giura Bernese (circondario del Giura Bernese).

## Monumenti e luoghi d'interesse
- Chiesa riformata, eretta 1627-1631[1].

## Società

### Evoluzione demografica
L'evoluzione demografica è riportata nella seguente tabella:
Abitanti censiti

## Infrastrutture e trasporti
Renan è servito dall'omonima stazione e da quelle di Le Creux e di Convers sulla ferrovia Bienne-La Chaux-de-Fonds.

## Amministrazione
Dal 1868 comune politico e comune patriziale sono uniti nella forma del commune mixte.